# サーンドラー・コーポン
サーンドラー・コーポン（タイ語: ซานดร้า ก่อผล、英語: Sandra Nattida Khopon、1994年1月9日 - ）は、アメリカ出身の女性、タイのフィギュアスケート選手（女子シングル）。
2010年四大陸フィギュアスケート選手権タイ代表。

## 経歴
1994年アメリカ合衆国ロサンゼルス生まれ。2000年にスケートを始める。
2004-2005年シーズンから全米フィギュアスケート選手権各クラスの地区予選に出場。順次昇級し2008-2009年シーズンにはジュニアクラスで出場したが、いずれも2次予選への進出はなかった。
2008-2009年シーズン、クラブメイトのタリン・ジュルゲンセンとともにタイフィギュアスケート選手権に参加。翌2009-2010年シーズンから拠点を変えないままタイに所属し、国際競技会に出場した。

## 主な戦績
| 大会/年             | 2008-09 | 2009-10 | 2010-11 | 2011-12 |
| ------------------- | ------- | ------- | ------- | ------- |
| 四大陸選手権        |         | 25      |         | 15      |
| タイ選手権          | 2       |         |         |         |
| 冬季アジア大会      |         |         | 10      |         |
| アジアフィギュア杯  |         |         | 2       |         |
| JGPレークプラシッド |         | 22      |         |         |

### 詳細
| 2011-2012 シーズン  |                                                              |          |          |           |
| 開催日              | 大会名                                                       | SP       | FS       | 結果      |
| 2012年2月9日 - 12日 | 2012年四大陸フィギュアスケート選手権（コロラドスプリングス） | 17 35.58 | 16 67.57 | 15 103.15 |

| 2010-2011 シーズン     |                                     |          |          |          |
| 開催日                 | 大会名                              | SP       | FS       | 結果     |
| 2011年1月30日 - 2月6日 | 第7回アジア冬季競技大会（アスタナ） | 11 34.46 | 10 62.90 | 10 97.36 |

| 2009-2010 シーズン   |                                                            |          |       |          |
| 開催日               | 大会名                                                     | SP       | FS    | 結果     |
| 2010年1月27日 - 29日 | 四大陸フィギュアスケート選手権（全州）                     | 25 32.84 | -     | 25       |
| 2009年9月4日 - 5日   | ISUジュニアグランプリ レークプラシッド（レークプラシッド） | 22 27.92 | 23 49 | 22 76.92 |